# Matteo Maria Zuppi
Matteo Maria Zuppi (11. října 1955, Řím) je italský římskokatolický kardinál a arcibiskup boloňský.

## Stručný životopis
Zuppi se narodil 11. října 1955 v Římě. Studoval na Papežské lateránské univerzitě, kde získal bakaláře z teologie. Dále studoval literaturu a filosofii na Univerzitě v Římě, s tezí Historie křesťanství. Na kněze byl vysvěcen 9. května 1981 Renatem Spallanzanim pro diecézi Palestrina a 15. listopadu 1988 byl inkardován do diecéze Řím.
V letech 1981 až 2000 byl vice-vikářem farnosti Santa Maria in Trastevere, a poté byl do roku 2010 jejím farním knězem. Dále působil jako rektor kostela Santa Croce alla Lungara. Roku 2003 se stal prefektem III. prefektury. Od roku 2010 byl farním knězem farnosti Svatých Šimona a Judy Torre Angela a roku 2011 prefektem XVII. prefektury. Byl členem Kněžské rady a působil jako generální církevní asistent Komunity Sant'Egidio. Dne 30. března 2006 se stal kaplanem Jeho Svatosti.
Papež Benedikt XVI. jej dne 31. ledna 2012 jmenoval pomocným biskupem diecéze Řím a titulárním biskupem z Villa nova. Biskupské svěcení přijal 14. dubna 2012 z rukou kardinála Agostina Valliniho a spolusvětiteli byli Giovanni Battista Pichierri a Vincenzo Paglia. Byl pak pomocným biskupem pro centrální Řím.
S Andrea Riccardim dostal čestné občanství Mosambiku za svou práci na zavedení míru v této zemi s podporou Komunity sv. Egidia.
Dne 27. října 2015 jej papež František jmenoval arcibiskupem boloňským. Dne 5. října 2019 jej týž papež kreoval kardinálem.
Papež František jej v roce 2023 pověřil vykonáním mírové mise směřující k ukončení války na Ukrajině. Zuppi se měl pokusit o separátní setkání s Volodymyrem Zelenským a s Vladimirem Putinem. S prezidentem Zelenským se sešel 6. června v Kyjevě. Na dvoudenní návštěvu Moskvy přijel 28. června, zde se mimo jiných setkal se zmocněnkyní prezidenta pro práva dětí Marijí Lvovovou-Bělovovou.

## Biskupská genealogie
Následující tabulka obsahuje genealogický strom, který ukazuje vztah mezi svěcencem a světitelem – pro každého biskupa na seznamu je předchůdcem jeho světitel, zatímco následovníkem je biskup, kterého vysvětil. Rekonstrukcím a vyhledáním původu v rodové linii ze zabývá historiografická disciplína biskupská genealogie.
1. Scipione Rebiba
2. Giulio Antonio Santorio
3. Girolamo Bernerio, O.P.
4. Galeazzo Sanvitale
5. Ludovico Ludovisi
6. Luigi Caetani
7. Ulderico Carpegna
8. Paluzzo Paluzzi Altieri Degli Albertoni
9. Benedikt XIII. O.P.
10. Benedikt XIV.
11. Enrique Enríquez
12. Manuel Quintano Bonifaz
13. Buenaventura Córdoba Espinosa de la Cerda
14. Giuseppe Maria Doria Pamphilj
15. Pius VIII.
16. Pius IX.
17. Alessandro Franchi
18. Giovanni Simeoni
19. Vincenzo Vannutelli
20. Giovanni Battista Nasalli Rocca di Corneliano
21. Marcello Mimmi
22. Giacomo Palombella
23. Michele Giordano
24. Agostino Vallini
25. Matteo Maria Zuppi